# Andrea Pozzo
Andrea Pozzo, anche nelle forme Del Pozzo, Dal Pozzo e Pozzi (Trento, 30 novembre 1642 – Vienna, 31 agosto 1709), è stato un gesuita, architetto, pittore, decoratore e teorico dell'arte italiano.
Artista straordinariamente versatile, fu una figura significativa del tardo barocco.

## Biografia
Andrea Pozzo nacque nel 1642 a Trento, capoluogo del Principato Vescovile di Trento. Parlava perfettamente l'italiano e il tedesco e durante la gioventù, nel 1665, si trasferisce a Milano, dove divenne membro laico della Compagnia di Gesù. Pittore, teorico della prospettiva e architetto, noto in tutta Europa, a Roma eseguì opere notevoli affrescando la volta e l'abside della chiesa di Sant'Ignazio, dove ebbe come allievo il nipote Carlo Gaudenzio Mignocchi: notevole è la Apoteosi di sant'Ignazio, con la sua prospettiva melozziana, ossia "da sott'in su". Viaggiò molto, fu attivo in Lombardia, Piemonte, Veneto, Liguria, a Roma dal 1681 e infine approdò in Austria nel 1704. Durante i suoi viaggi non mancò di lasciare il segno tangibile della sua presenza nelle città dove sostava: ne danno ancora testimonianza alcune opere custodite ad Arezzo, Montepulciano, Sansepolcro, Modena e Como, località che videro l'artista all'opera soltanto per periodi brevi e passeggeri. 
Nella città lariana, per conto della famiglia Odescalchi realizzò alcuni interventi pittorici sulle pareti della cappella di sant'Isidoro dell'allora chiesa di San Giovanni in Pedemonte, che a quei tempi si trovava laddove oggi è situata la stazione ferroviaria di Como San Giovanni.
Significativo esponente del barocco romano, mirabile creatore di effetti ottici di sfondamento spaziale e prospettico, con scene complesse di figure e architetture. Si trasferisce a Vienna, dove ebbe una frenetica produzione artistica. Morì a Vienna nel 1709.

### La formazione e le opere genovesi e piemontesi
Dopo avere studiato a Trento nella scuola dei gesuiti, verso il 1664 giunse a Milano, dove, presso la chiesa di S. Fedele, entrò nella Compagnia di Gesù, alle cui glorie celebrative sarà legata quasi l'intera sua produzione artistica: raggiunse soltanto il grado di coadiutore nel 1676, in base al quale gli spettava il titolo di fratello e non quello di padre, che spesso gli viene ancora attribuito. Proprio a Milano ebbe modo di continuare a perfezionare la sua formazione artistica, lavorando come aiuto del Richini.
Di qui si reca in Liguria: è attivo a Genova, nella chiesa del Gesù e dei Santi Ambrogio e Andrea, sempre per i gesuiti, dove realizza una Immacolata e S. Francesco Borgia, e poi nella Collegiata di Novi Ligure, dove troviamo una sua Predicazione di S. Francesco Saverio, e infine a Sanremo.
Tornò nuovamente a Milano per recarsi, nel 1676, in Piemonte, a Torino su invito della corte, per le decorazioni della chiesa gesuita dei Ss. Martiri, realizzando sulla volta una perduta Gloria di Sant'Ignazio e a Mondovì, impegnato ad affrescare la Chiesa di S. Francesco Saverio, detta poi della Missione, lavoro che lo occuperà per due anni.
Successivamente operò nella chiesa di San Bartolomeo a Modena, influenzando forse il pittore Luigi Barbieri nella pittura della volta del presbiterio e del coro. In questi lavori, soprattutto in quest'ultimo, è possibile gustare già la sua idea figurativa e prospettica, tutte le arditezze e stravaganze che caratterizzarono la sua copiosa produzione e che troveranno la massima espressione nel periodo romano.

### Il ventennio romano e i capolavori di Sant'Ignazio e del Gesù

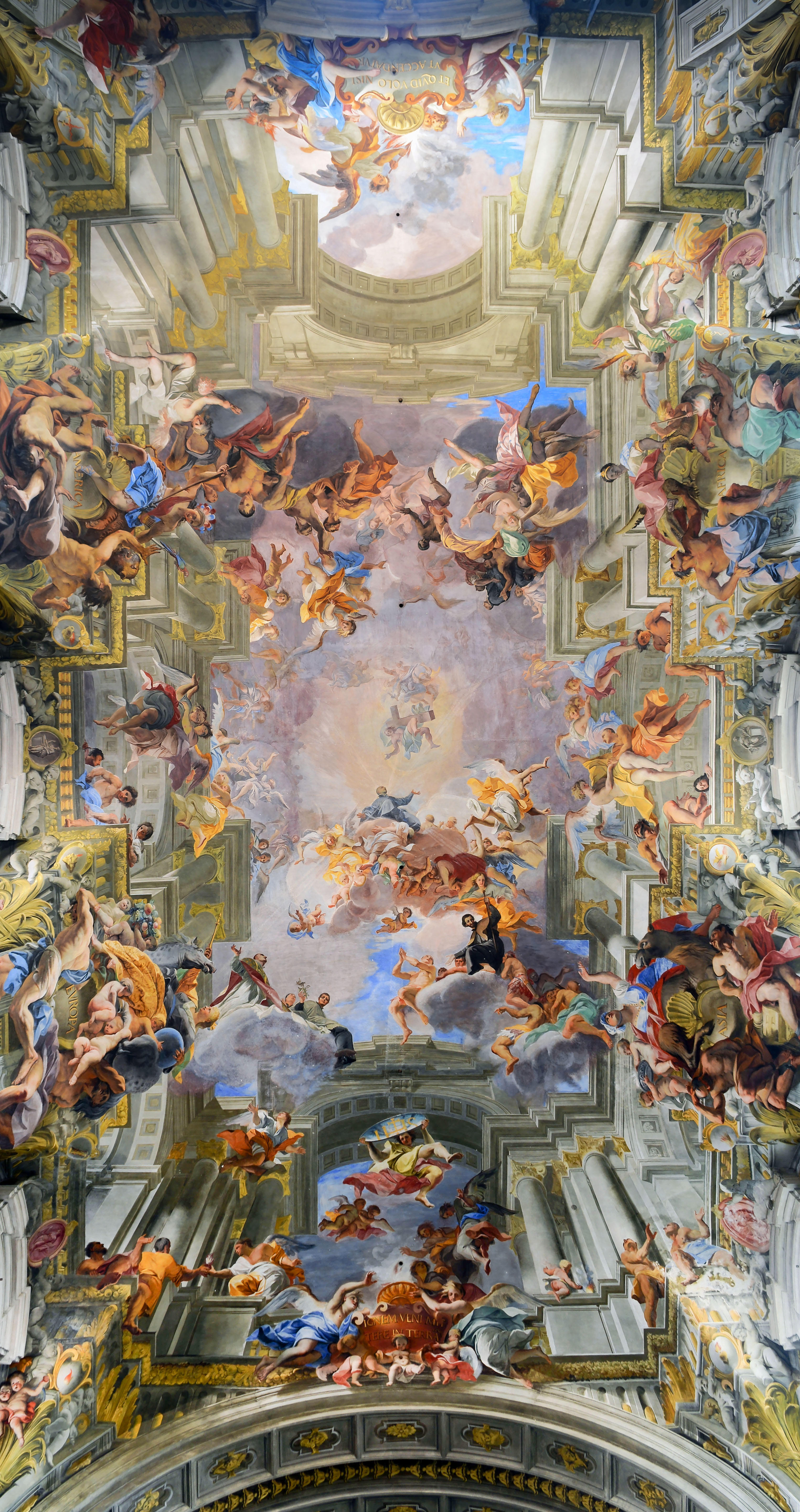
Chiesa di Sant'Ignazio a Roma: Apoteosi di Ignazio

Nel 1681 venne chiamato a Roma dal generale della Congregazione, Gian Paolo Oliva, su suggerimento del celebre pittore Carlo Maratta, attivo in quel periodo nell'Urbe. Lo scopo della convocazione era legato al completamento degli affreschi del corridoio della Casa Professa, lavoro lasciato incompleto dal Borgognone. A Roma il nostro artista rimase quasi un ventennio, fino al 1702, ed ebbe modo di approfondire i suoi studi sulla prospettiva e perfezionare la sua tecnica pittorica, dando vita, grazie alla sua grande perizia e al suo estro, a veri e propri capolavori.
Certamente il lavoro che più lo impegnò - e lo ha consegnato ai posteri come elemento rappresentativo del Barocco romano - fu la realizzazione degli affreschi nel soffitto della navata della chiesa di Sant'Ignazio di Loyola in Campo Marzio, culmine della sua incessante ricerca prospettica e figurativa, espressione dell'ormai raggiunta maturità artistica: sul soffitto piatto della chiesa realizzò in pittura prospettica delle architetture illusorie che, dilatando il campo visivo, incorniciano l'icona più espressiva dello spirito missionario di due secoli di storia della famiglia Gesuita: La Gloria di Sant'Ignazio di Loyola. Per la stessa chiesa progettò l'altare dedicato a san Luigi Gonzaga, mentre per la chiesa del Gesù realizzò l'altare maggiore e quello dedicato al santo fondatore. I suoi capolavori romani hanno influenzato a lungo lo stile della decorazione interna delle chiese del tardo barocco nell'Europa cattolica.
Appena prima dei lavori in Sant'Ignazio realizzò gli affreschi nella chiesa del Gesù a Frascati, adoperando la tecnica, già sperimentata, della finzione pittorica, con la realizzazione di una finta cupola e di finti altari e finte pale sugli stessi. Nel 1694 gli venne affidato il compito di affrescare il refettorio del convento del S. Cuore alla Trinità dei Monti: il soggetto centrale sarà la Gloria della Trinità con i Ss. Francesco, Paolo e Francesco di Sales. 
Nel periodo romano ebbe forti contatti con la famiglia Acquaviva d'Aragona, duchi d'Atri, i quali sia per la vicinanza all'ordine Gesuita,  sia per volontà del cardinale Francesco gli assegnarono il compito di affrescare il soffitto della chiesa di San Giovanni Battista di Atri. L'affresco, tutt'ora visibile, sembrerebbe un originale dipinto del Maestro Pozzo, il quale avrebbe lavorato alla realizzazione dell'affresco con alcuni allievi tra il 1692 ed il 1702. 
Gli anni romani lo vedono impegnato anche a raccogliere il frutto dei suoi lunghi ed elaborati studi prospettici, che lo annoverano anche tra i migliori architetti del suo tempo. Famoso è il suo trattato Perspectiva pictorum et architectorum, scritto tra il 1693 e il 1698 e pubblicato in due volumi. Una versione italiana, Prospettiva de' pittori a architetti (Roma 1693, 1700) fu tradotta e pubblicata a Londra (1707) ed Augusta (1708, 1711). In questo trattato ha presentato le istruzioni per dipingere prospettive architettoniche e insiemi di regola. Nello stesso trattato, dedicato a Leopoldo I d'Austria e corredato da 220 tavole incise dal Franceschini, si trovano anche due progetti per la facciata della basilica di San Giovanni in Laterano. Il lavoro fu uno dei primi manuali sulla prospettiva per artisti e architetti e uscì in molte edizioni, anche nel XIX secolo; è stato tradotto dagli originali latino e dall'italiano in numerose lingue, quali francese, tedesco, inglese e, grazie ai Gesuiti, cinese.

Da Roma, nel 1700 inviò progetti per la cattedrale (stolnica) di Lubiana dedicata a San Nicola, e per S. Ignazio a Ragusa.

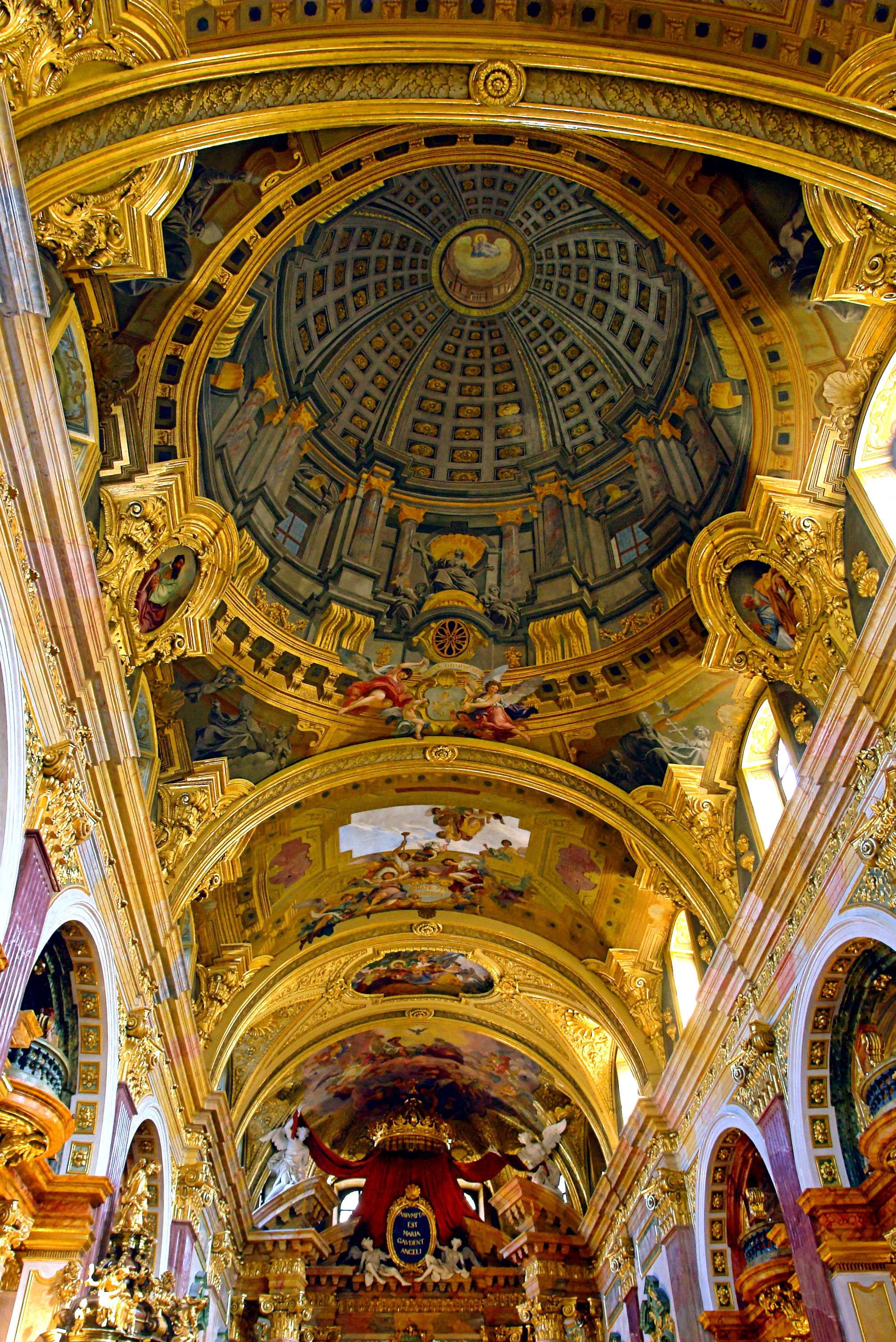
Chiesa dei Gesuiti a Vienna

Di suo progetto, all'interno della chiesa parrocchiale di Cellore si trova l'altare maggiore dedicato a San Sebastiano. La linea curva evidenzia l'insieme e ricorre su tutti i piani di profondità: dalle balaustre, alle porte laterali con volute, all'abside centrale, fino agli elementi che sovrastano le colonne. Queste ultime dominanti sono posizionate sfalsate su basamenti ruotati di 45 gradi, a spigolo vivo, per accentuare il senso della profondità e le vibrazioni luminose scendono con i loro fusti e lesene fino al piano della Mensa dell'altare. Nel contempo accentuano la verticalità dell'insieme, terminanti nei raffinati capitelli corinzi con volute e foglie d'acanto, che si avvitano nella fascia più alta e ne scaricano il peso. Notevole è il risultato estetico dei marmi policromi, pregiati nella materia, che con i loro colori sottolineano tutte le bande compositive dell'altare, rimarcando quadri modulari in successione ritmica e invitando l'occhio a percorrere lo spazio dal basso verso l'alto.

### I capolavori della maturità a Vienna
Su invito di Leopoldo I all'inizio del XVIII secolo si recò a Vienna, dove lavorò per il sovrano, la corte, il principe Giuseppe Giovanni Adamo di Liechtenstein e vari ordini religiosi e chiese. Alcune delle sue mansioni erano decorative e di carattere occasionale (scenari per chiese o teatri) e presto furono distrutti. Nel 1702 dipinse la finta cupola nella Badia delle sante Flora e Lucilla ad Arezzo. Nel 1703 dipinse la falsa cupola nella Chiesa dei Gesuiti. Il suo lavoro più significativo a Vienna è il monumentale affresco del soffitto del palazzo del Liechtenstein, un  trionfo di Ercole, che, secondo le fonti, fu molto ammirato dai contemporanei. Sono inoltre rimasti alcuni dei suoi dipinti d'altare viennesi (Chiesa dei Gesuiti di Vienna). Le sue composizioni di dipinti d'altare e di affreschi illusori dei soffitti hanno avuto molti seguaci in Ungheria, Boemia, Moravia e perfino in Polonia.

## Galleria d'immagini

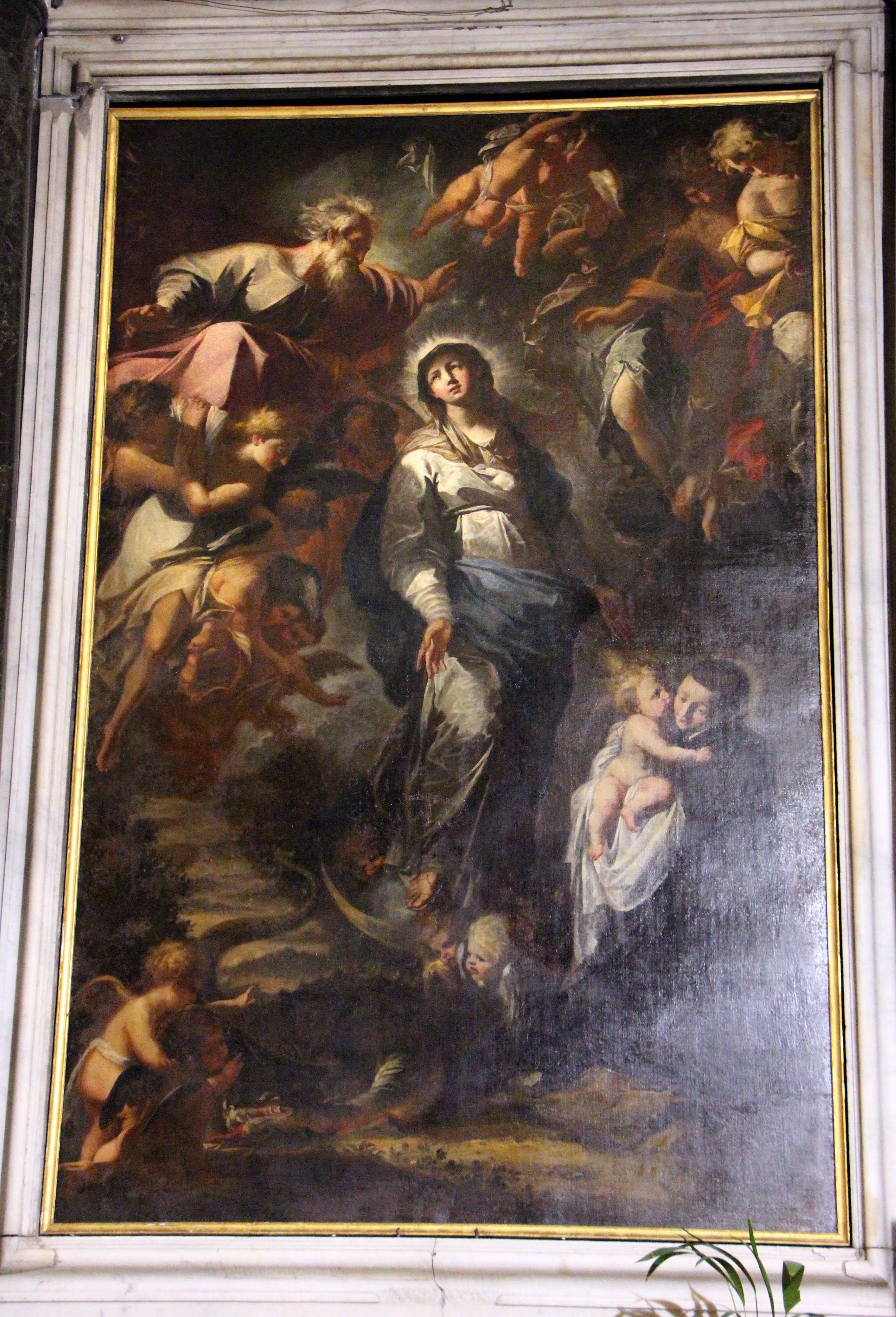
Genova (1671-72) chiesa dei Ss. Ambrogio e Andrea, L’Immacolata porge Gesù Bambino a s. Stanislao Kostka
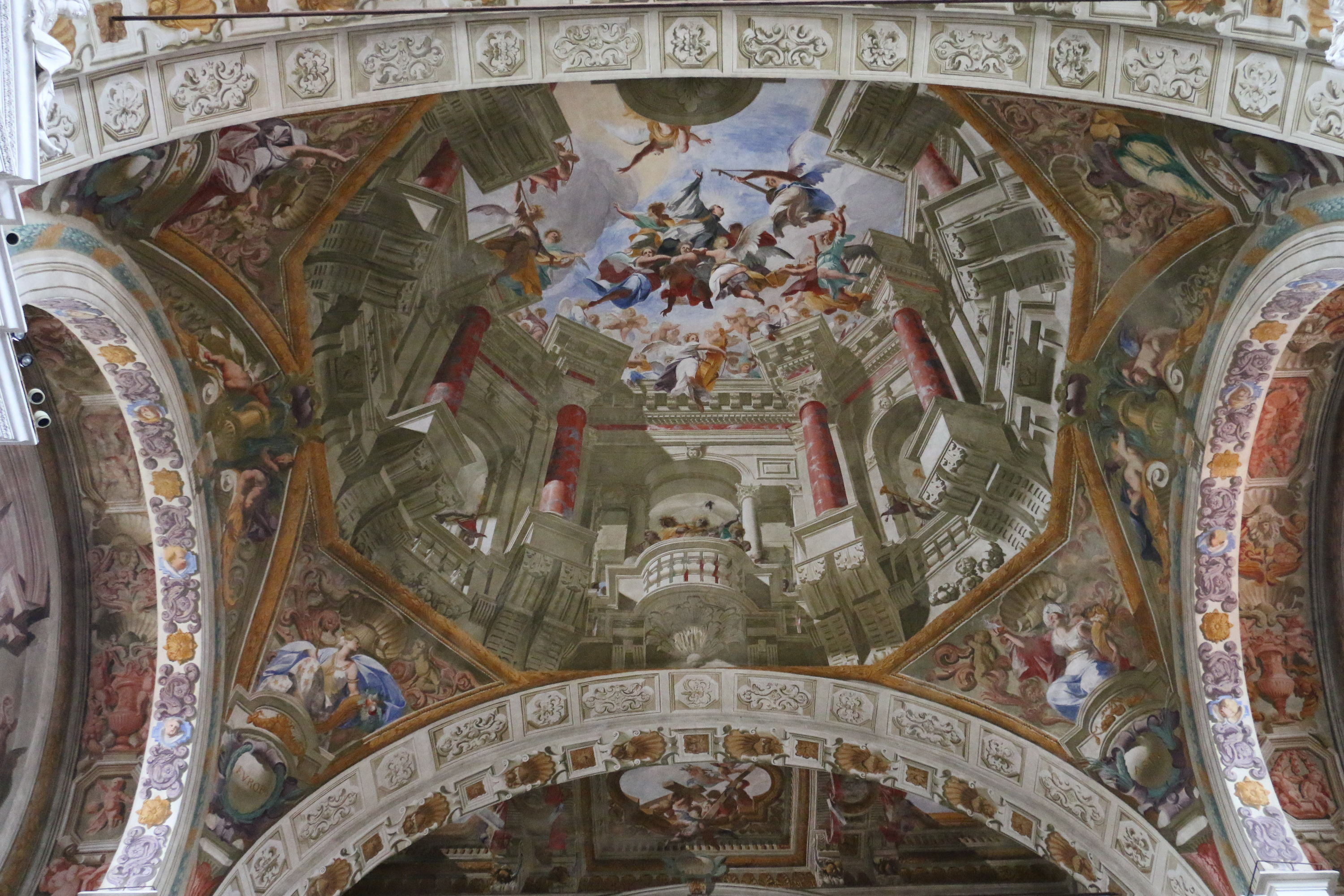
Chiesa della Missione (Mondovì), Gloria di s. Francesco Saverio
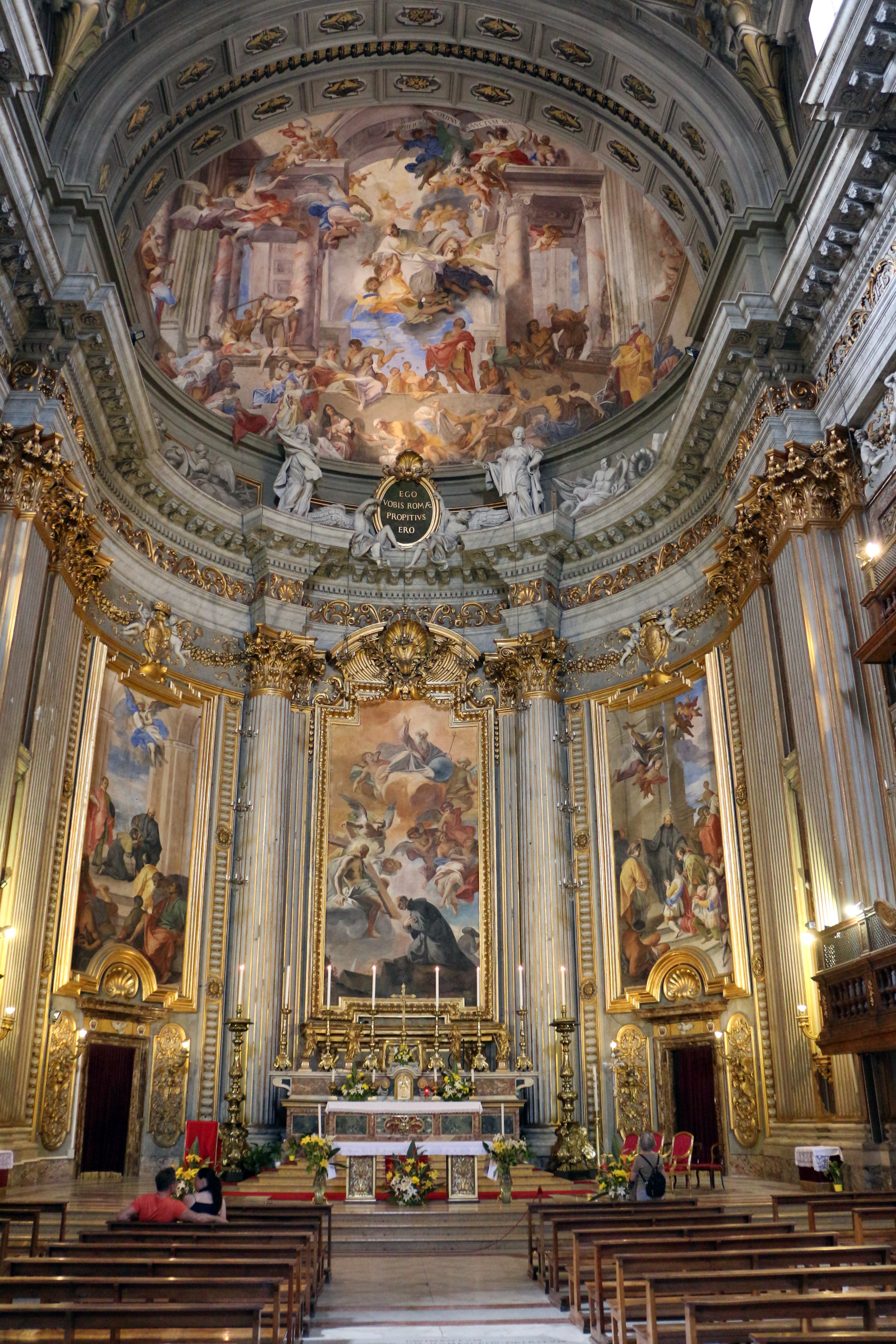
Roma, presbiterio di sant'Ignazio, 1685-94
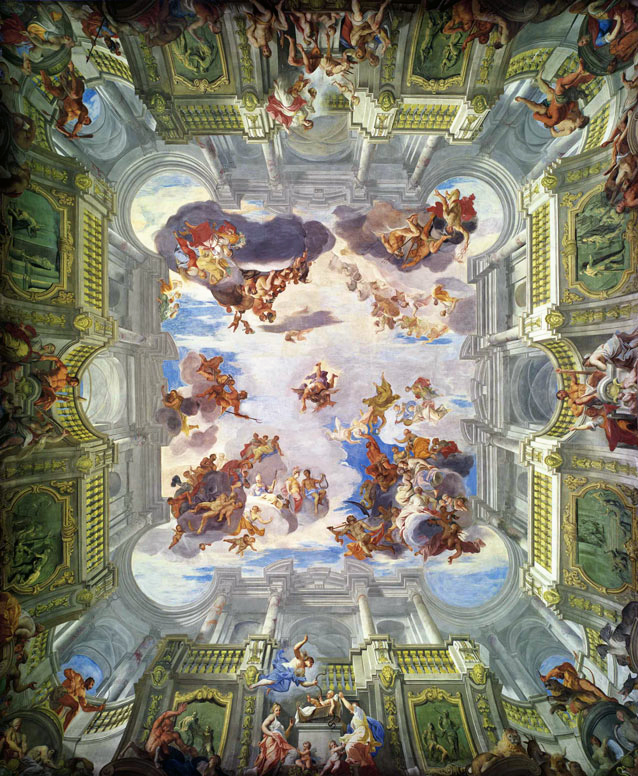
Gartenpalais Liechtenstein (1704-08), Trionfo di Ercole
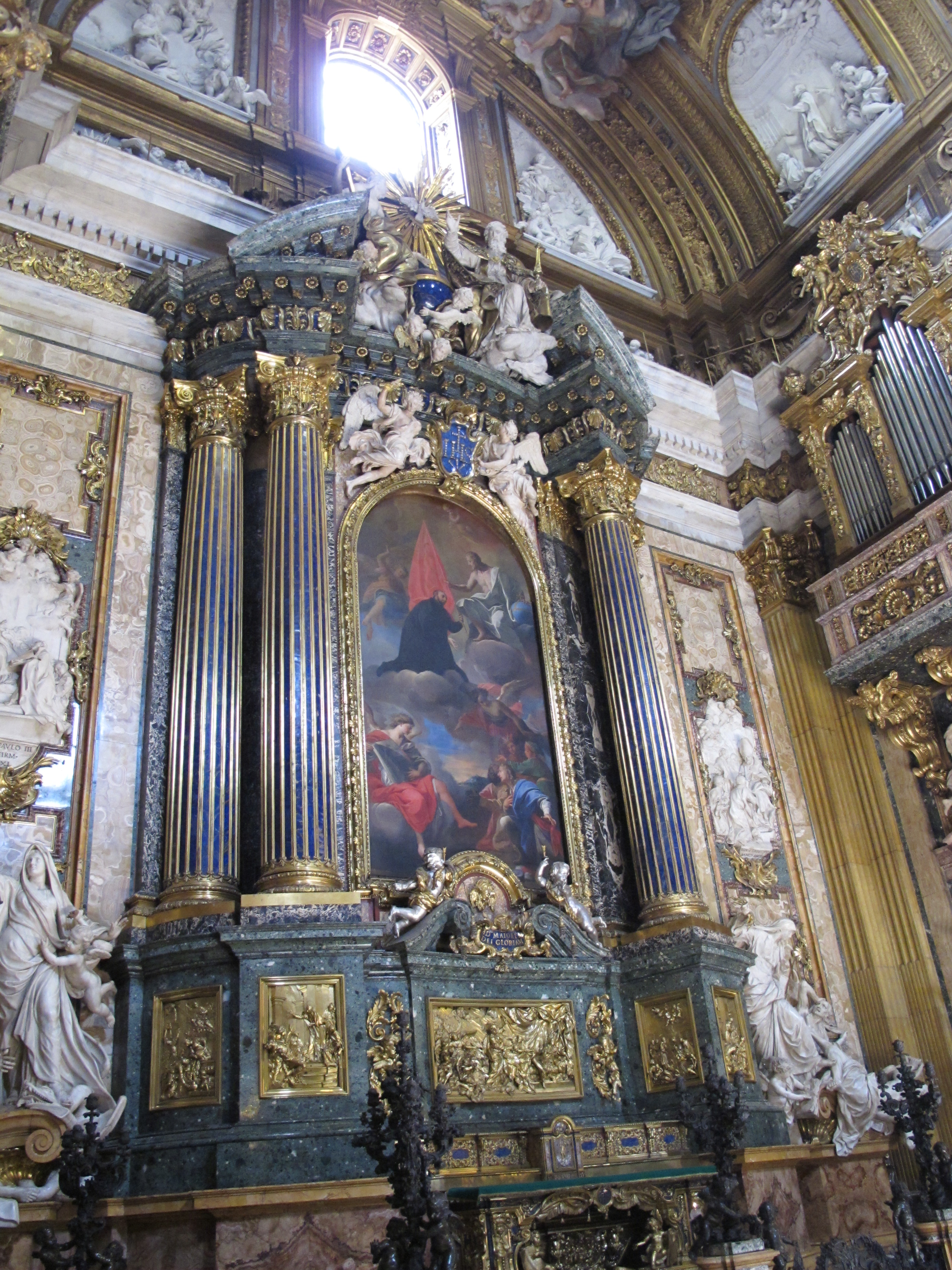
chiesa del Gesù, Roma, altare di s. Ignazio di Loyola.
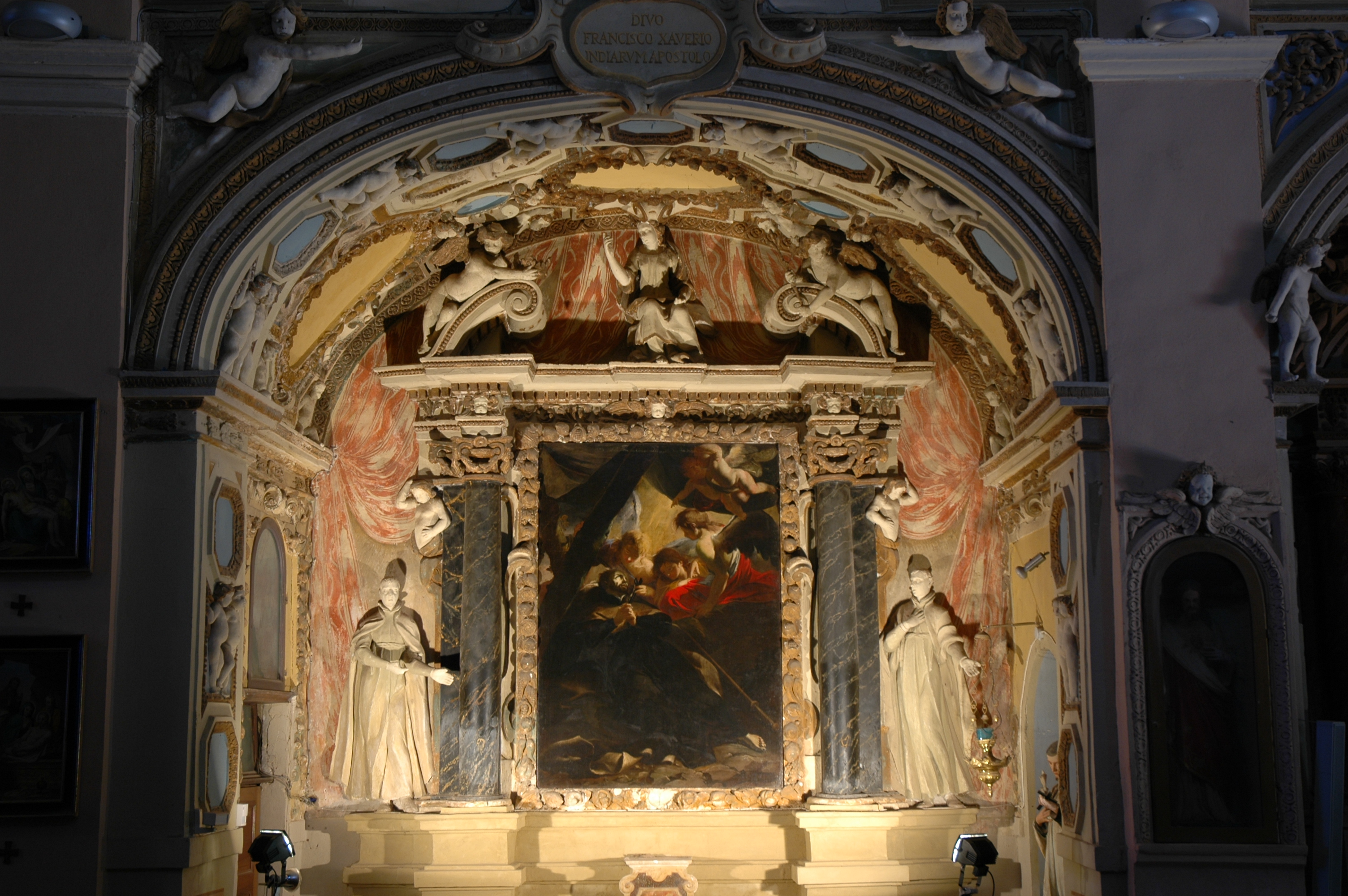
Pala d'Altare, tela rappresentante la morte di Francesco Saverio. L'opera si data tra il 1670 e il 1675 ed è conservata nella "Cappella dei Gesuiti" presso la chiesa di Grazzano Badoglio
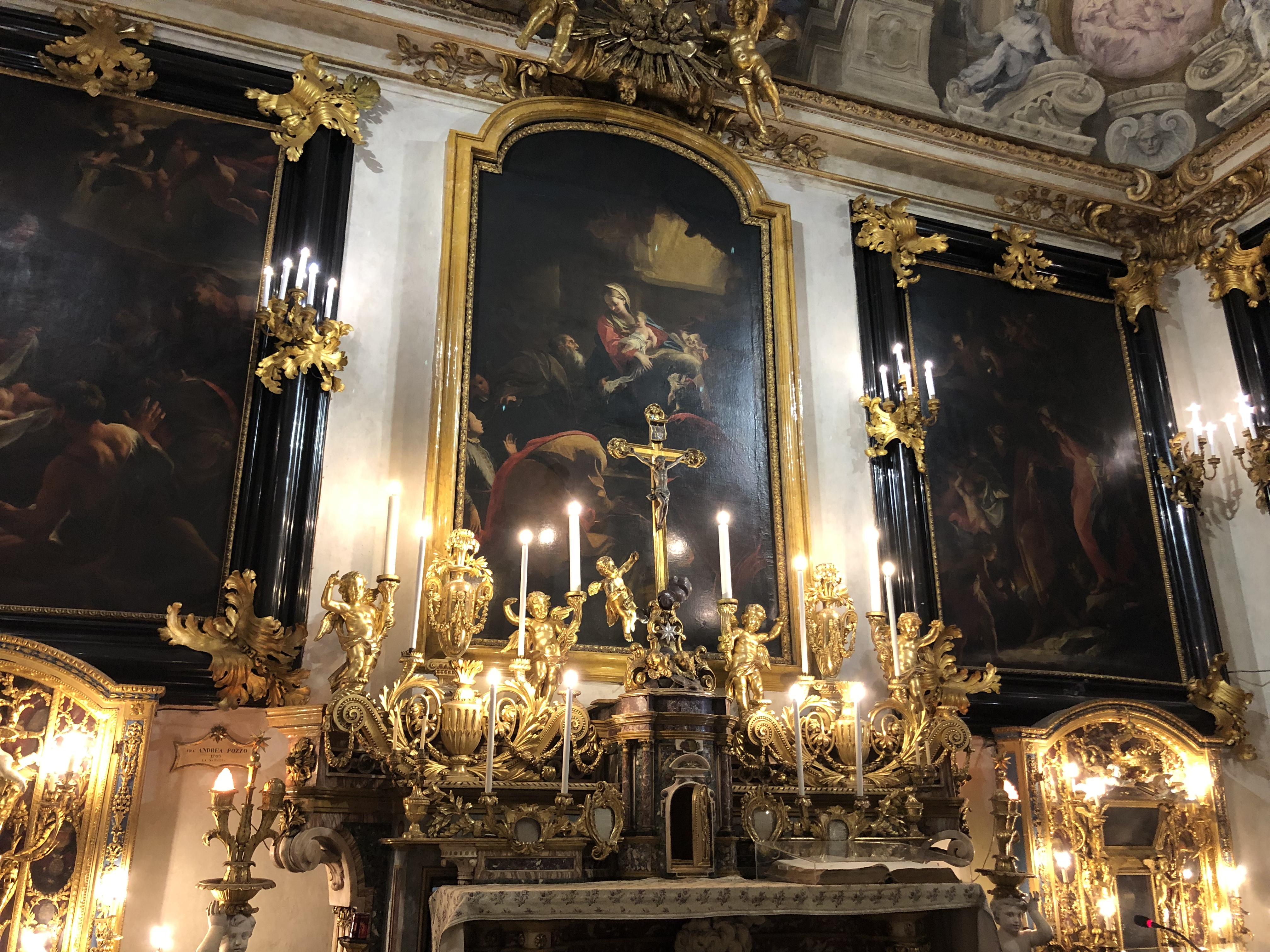
Natività con i pastori (1699 circa), Adorazione dei Magi (ante 1694), Fuga in Egitto (1699 circa) nella Cappella dei Mercanti di Torino